# Vas privatum
Als Vas privatum (lateinisch vas „Gefäß“ und privatus „eigen“, „persönlich“; Plural: Vasa privata) wird ein Blutgefäß eines Organes genannt, das der Selbstversorgung des Organs dient,:116 insbesondere zur Abgrenzung von einem Vas publicum.
Bei manchen Organen mit einer besonderen, übergeordneten Funktion innerhalb des Blutkreislaufs gibt es zudem Gefäße, die der Aufrechterhaltung dieser Funktion dienen. Ein solches wird als Vas publicum (lateinisch vas „Gefäß“ und publicus „öffentlich“; Plural: Vasa publica) bezeichnet.:116
Blutgefäße können auch gleichzeitig die Funktion von Vasa privata und Vasa publica einnehmen, wie z. B. die Nierenarterien (Arteriae renales).:116, 694
| Organ  | Vasa privata                                                 | Vasa publica                                                             | Funktion, der die Vasa publica dienen                                         |
| ------ | ------------------------------------------------------------ | ------------------------------------------------------------------------ | ----------------------------------------------------------------------------- |
| Herz   | Koronargefäße                                                | links: Venae pulmonales, Aorta; rechts: Venae cavae, Arteriae pulmonales | Pumpe des Blutkreislaufs                                                      |
| Lungen | Arteriae und Venae bronchiales:116, 699                      | Arteriae und Venae pulmonales:116, 698f.                                 | Gasaustausch                                                                  |
| Leber  | Arteria hepatica propria:116, 659                            | Vena portae hepatis:116, 659                                             | Abzweigung von Stoffen zur Aufrechterhaltung des enterohepatischen Kreislaufs |
| Nieren | Arteriae und Venae renales:116, 694                          | Arteriae und Venae renales:116, 694                                      | Filtration des Blutes                                                         |
| Penis  | Blutgefäße des Penis, besonders die Arteriae helicinae:754f. | Blutgefäße des Penis, besonders die Arteriae helicinae:754f.             | Erektion:754f.                                                                |